# Campeonato Potiguar 2021
In 2021 werd het 102de Campeonato Potiguar gespeeld voor voetbalclubs uit de Braziliaanse staat Rio Grande do Norte. De competitie werd georganiseerd door de FNF en werd gespeeld van 24 februari tot 23 juni. Globo werd voor het eerst kampioen.

## Eerste toernooi

### Eerste fase
| Plaats | Club                | Wed. | W | G | V | Saldo | Ptn. |
| ------ | ------------------- | ---- | - | - | - | ----- | ---- |
| 1.     | América de Natal    | 7    | 5 | 1 | 1 | 12:4  | 16   |
| 2.     | Globo               | 7    | 4 | 2 | 1 | 13:6  | 14   |
| 3.     | ABC                 | 7    | 4 | 1 | 2 | 14:7  | 13   |
| 4.     | Potiguar de Mossoró | 7    | 3 | 0 | 4 | 9:15  | 9    |
| 5.     | Força e Luz         | 7    | 2 | 3 | 2 | 12:9  | 9    |
| 6.     | ASSU                | 7    | 2 | 0 | 5 | 7:20  | 6    |
| 7.     | Santa Cruz de Natal | 7    | 1 | 0 | 6 | 8:12  | 3    |
| 8.     | Palmeira (1)        | 7    | 3 | 1 | 3 | 9:11  | -2   |

(1): Palmeira kreeg 12 strafpunten voor het opstellen van een 15-jarige speler. 
|  | Geplaatst voor finale |

### Finale
Copa Cidade do Natal
Bij gelijkspel wint de club met het beste resultaat in de eerste fase
|             |                  |                              |       |                        |
| 2 mei 16:00 | América de Natal | 0 – 2                        | Globo | Arena das Dunas, Natal |
| 2 mei 16:00 |                  | 48' Luis Henrique 50' Julieu |       | Arena das Dunas, Natal |

## Tweede toernooi

### Eerste fase
| Plaats | Club                | Wed. | W | G | V | Saldo | Ptn. |
| ------ | ------------------- | ---- | - | - | - | ----- | ---- |
| 1.     | ABC                 | 7    | 5 | 1 | 1 | 15:5  | 16   |
| 2.     | Santa Cruz de Natal | 7    | 5 | 0 | 2 | 15:8  | 15   |
| 3.     | América de Natal    | 7    | 4 | 2 | 1 | 14:9  | 14   |
| 4.     | Potiguar de Mossoró | 7    | 4 | 0 | 3 | 13:15 | 12   |
| 5.     | Globo               | 7    | 3 | 1 | 3 | 16:11 | 10   |
| 6.     | Força e Luz         | 7    | 1 | 2 | 4 | 8:16  | 5    |
| 7.     | Palmeira            | 7    | 0 | 3 | 4 | 4:12  | 3    |
| 8.     | ASSU                | 7    | 0 | 3 | 4 | 4:13  | 3    |

|  | Geplaatst voor finale |

### Finale
Copa RN
In geval van gelijkspel wint de club met het beste resultaat in de competitie.
|              |              |       |                     |                                                                                |
| 30 mei 16:00 | ABC          | 1 – 1 | Santa Cruz de Natal | Frasqueirão, Natal Toeschouwers: 0 Scheidsrechter: Zandick Gondim Alves Júnior |
| 30 mei 16:00 | Wallyson 53' |       | 45' Allyson         | Frasqueirão, Natal Toeschouwers: 0 Scheidsrechter: Zandick Gondim Alves Júnior |

## Finale
Heen
|               |                      |       |                    |                                       |
| 16 juni 15:00 | Globo                | 2 – 1 | ABC                | Barretão, Ceará-Mirim Toeschouwers: 0 |
| 16 juni 15:00 | Erick Varão 67', 74' |       | 95' Marcos Antônio | Barretão, Ceará-Mirim Toeschouwers: 0 |

Terug
|               |             |       |             |                                    |
| 23 juni 21:15 | ABC         | 1 – 1 | Globo       | Frasqueirão, Natal Toeschouwers: 0 |
| 23 juni 21:15 | Helitão 75' |       | 65' Negueba | Frasqueirão, Natal Toeschouwers: 0 |

## Totaalstand
| Plaats | Club                 | Wed. | W | G | V | Saldo | Ptn. |
| ------ | -------------------- | ---- | - | - | - | ----- | ---- |
| 1.     | Globo                | 17   | 9 | 4 | 4 | 34:19 | 31   |
| 2.     | ABC                  | 17   | 9 | 4 | 4 | 32:16 | 31   |
| 3.     | América de Natal (1) | 15   | 9 | 3 | 3 | 26:15 | 30   |
| 4.     | Potiguar de Mossoró  | 14   | 7 | 0 | 7 | 22:30 | 21   |
| 5.     | Santa Cruz de Natal  | 15   | 6 | 1 | 8 | 24:21 | 19   |
| 6.     | Força e Luz          | 14   | 3 | 5 | 6 | 20:25 | 14   |
| 7.     | ASSU                 | 14   | 2 | 3 | 9 | 11:33 | 9    |
| 8.     | Palmeira (2)         | 14   | 3 | 4 | 7 | 13:23 | 1    |

(1): ABC plaatste zich in eerste instantie voor de Série D, maar omdat zij daar dit seizoen promotie konden afdwingen ging de plaats naar América

(2): Palmeira kreeg 12 strafpunten voor het opstellen van een 15-jarige speler. 
|  | Kampioen, geplaatst voor Copa do Brasil 2022, Série D 2022 en Copa do Nordeste 2022 |
|  | Vicekampioen, geplaatst voor Copa do Brasil 2022 en Copa do Nordeste 2022           |
|  | Geplaatst voor Série D 2022                                                         |
|  | Degradatie                                                                          |

## Kampioen
| Campeonato Potiguar de 2021 |
| Rio Grande do Norte         |
| --------------------------- |
| GLOBO Kampioen (1° titel)   |